# Saturn (automobile)
Pour les articles homonymes, voir Saturn et Aura.
Ne doit pas être confondu avec Hyundai Aura.
Saturn Corporation était une division du groupe américain General Motors, née en 1985 en tant que projet pour contrer les Japonais alors en forte croissance sur le marché nord-américain et pour renouveler ses méthodes de production, de management et de marketing.
En tant que division de GM, la société a été fondée en janvier 1985 avec ses propres locaux afin de couper le cordon avec la bureaucratie de la maison mère. Une usine a été construite dans le Tennessee, qui lui a permis de proposer dès 1991 des modèles économiques, d'un très bon rapport qualité/prix visant la même clientèle que les constructeurs japonais à cette époque. 
Au début du XXIᵉ siècle, les Japonais ont une forte implantation sur le marché américain et proposent des véhicules plus haut de gamme et intéressent donc une plus grande partie de la population. Saturn n'a pas suivi la même évolution et s'est contentée de rester dans les véhicules bas de gamme. La marque connaît une baisse des ventes vers la fin des années 2000, mais tente de se relever en proposant des modèles plus innovants et gardant un bon rapport qualité/prix. 
À cause de l'échec du rachat de Saturn par la firme Penske et l'échec de la marque à créer des véhicules originaux, la jeune marque n'est pas maintenue au sein de GM et disparaît en 2010.

## Histoire

### 1982 - 1989: Débuts de la marque
Alex C. Mair commença à avancer l'idée d'un "projet de nouvelle petite voiture révolutionnaire" dès juin 1982 sous le nom de code "Saturn". En novembre 1983, le projet Saturn était dévoilé par le président du conseil d'administration de General Motors Roger B. Smith et le PDG F. James McDonald. Douze mois plus tard, le premier véhicule de démonstration était révélé. Le 7 janvier 1985, la Saturn Corporation était officiellement fondée. 
Au milieu des années 1980, GM rendit public le Saturn Concept Car. La voiture, qui ressemblait à la première Saturn SL, n'était pas destinée à l'origine à démarrer une nouvelle gamme, au contraire GM pensait la vendre sous l'une de ses marques, comprenant à l'époque Buick, Cadillac, Chevrolet, GMC, Oldsmobile et Pontiac. Cependant, vers la fin de la décennie, GM changea son plan et fonda Saturn comme une marque à part entière, avec comme premières voitures la Saturn SC et la Saturn SL. La production de ces deux véhicules démarra en 1990 pour l'année-modèle 1991. La Saturn SW était ajoutée à la gamme en 1992. GM prévoyait des berlines, coupés, breaks et un SUV supplémentaires, cependant le premier SUV Saturn, le Vue, n'apparut qu'en 2002.

### 1990 - 2000: "Un nouveau genre de société automobile"

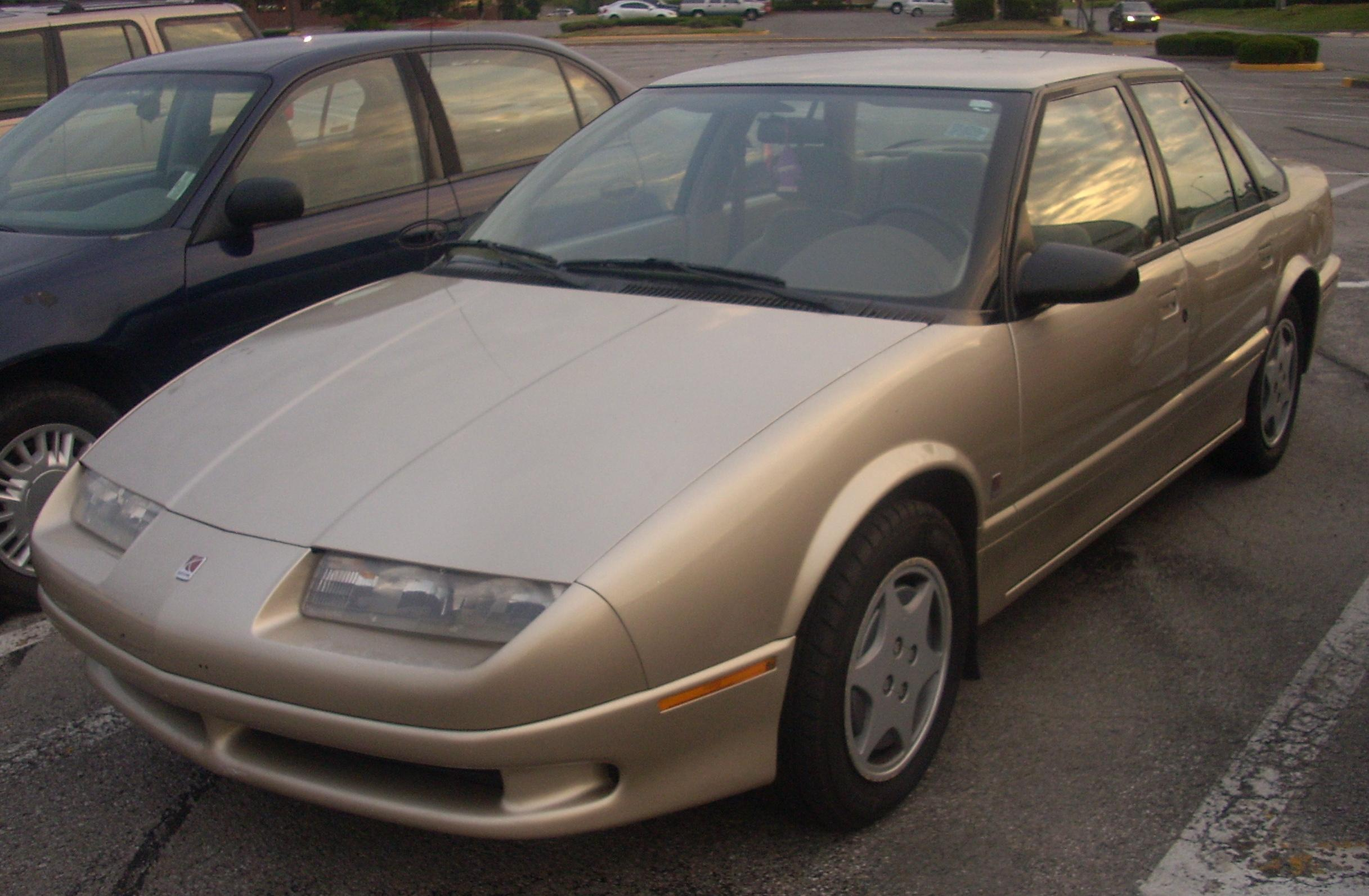
Saturn S-Series sedan (1991 - 1995)

En juillet 1990, le président de GM Roger Smith et le président d'UAW Owen Bieber conduisirent le premier véhicule sorti des chaînes d’assemblages de Spring Hills, dans le Tennessee. La marque se voulait "a different kind of car company", ce que l'on peut traduire par "un nouveau genre de société automobile" ; ainsi Saturn fonctionnait en dehors de la galaxie GM, avec sa propre usine d'assemblage à Spring Hills, ses propres modèles et un réseau de concessionnaires séparé. 
Les résultats de Saturn étaient cependant plutôt mitigés. Selon le Wall Street Journal, le projet était trop ambitieux : "tout chez Saturn est nouveau : la voiture, l'usine, les effectifs, le réseau de revendeurs et les procédés de fabrication. Même Toyota, un constructeur bien expérimenté, ne se risquerait pas à plus de deux nouveaux éléments sur un seul projet". Même si les Saturn s'avéraient être populaires auprès des acheteurs, les ventes n'atteignirent jamais les projections optimistes de GM, à cause notamment de la récession de 1990. De plus, les véhicules cannibalisaient les autres marques du groupe : 41 % des acheteurs de Saturn possédaient déjà un véhicule GM. La séparation du reste du groupe, ainsi que la ponction de 5 milliards de dollars sur les autres projets du groupe qu'avait générée la création de la marque, entrainèrent jalousie et ressentiment de la part des autres divisions de GM. De plus, le coût du travail était bien plus élevé chez Saturn que dans les usines des constructeurs japonais implantés aux États-Unis. 
Néanmoins la marque devint immédiatement connue pour ses prix "non négociables". Le premier model de Saturn, la S-Series, eut un succès significatif. Un an plus tard, Saturn pénétra le marché canadien. La 499 999 Saturn, "Carla", fut vendue en 1993. En mai 1995 était produite "Jasper", la millionième Saturn. En 1996, les concessionnaires Saturn distribuèrent la EV1 électrique, le premier véhicule vendu sous la marque GM. En 1997, la Saturn devint le premier véhicule GM d'Amérique du Nord à être construit en conduite à droite et en conduite à gauche sur la même ligne (auparavant, les véhicules étaient construits en CKD dans les pays en conduite à droite), notamment à destination du marché japonais. En janvier 1999, la deux-millionième voiture sortait des chaînes de Spring Hills. C'est aussi en 1999 que débuta la production de la nouvelle L-Series pour l'année-modèle 2000.

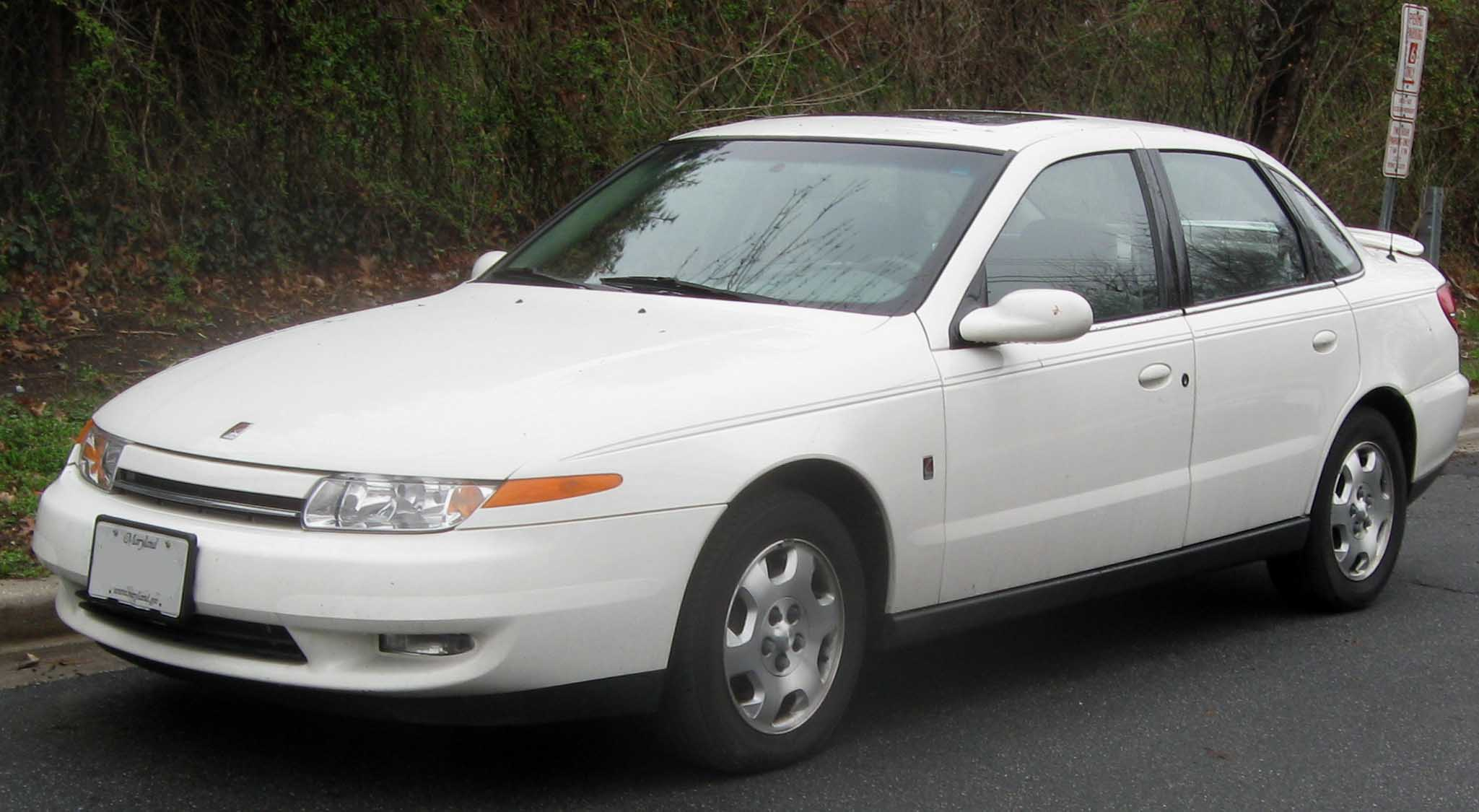
Saturn L-Series sedan (2000 - 2002)

Pendant ce temps la marque Saturn était lancée au Japon, toutefois l'économie japonaise était en forte baisse en 1991 à cause de la bulle spéculative japonaise.

### 2000-2008: l'expansion de la gamme
Le premier SUV Saturn, le Vue, était introduit en 2001 pour l'année-modèle 2002, avec un design typique de GM. En 2002 pour l'année-modèle 2003, Saturn présenta la ION en remplacement de la S-Series. En 2004 pour l'année-modèle 2005, le Relay, un monospace basé pour la première fois sur les modèles GM similaires, était mis en vente. Le roadster Sky était introduit en 2006 pour l'année-modèle 2007. Cette même année, l'Aura, une berline moyenne et l'Outlook, un SUV de taille supérieure au Vue, s'acheminaient vers les concessionnaires, tandis que l'Ion entrait dans sa dernière année de production.  Cette dernière était remplacée en 2008 par l'Astra européenne. Durant le NAIAS (North American International Auto Show), Saturn présenta le concept Flextreme, qui n'était rien d'autre qu'un Opel Flextreme rebadgé. 
Saturn était connue pour être en désaccord avec GM, et acceptait mal le rapprochement du reste du groupe. En 2004, GM et United Auto Workers rompirent leur unique partenariat concernant l'usine de Spring Hill, dès lors les Saturn seraient fabriquées dans les usines du conglomérat. 

### 2008 - 2009: Tentative de vente de la marque, changements du marché
Le 2 décembre 2008, General Motors annonça son intention de se concentrer sur quatre marques principales (Chevrolet, Cadillac, Buick et GMC) avec la vente, la fusion ou la fermeture de Saturn et des marques restantes (Pontiac, Hummer et Saab). Le PDG de GM Rick Wagoner annonça durant une conférence de presse le 17 février 2009 que Saturn resterait en activité jusqu'à la fin de vie de tous les modèles existants (2010-2011). 
En février 2009, GM déclara ses intentions de vendre ou de fermer cette division, soit à des investisseurs soit aux concessionnaires, comme partie des plans de restructuration dépendant d'un second volet d'aides gouvernementales. Il s'agissait de la troisième séparation de marque pour GM, après Oldsmobile fermée en 2004 et Pontiac qui vendit ses derniers véhicules fin 2009. 
General Motors annonça en juin 2009 avoir vendu la marque à Penske Automotive Group, avec des dispositions similaires à celles sous lesquelles Penske distribuait la Smart de Daimler AG aux États-Unis. Penske ne prévoyait pas de construction d'usines et voulait contacter d'autres constructeurs pour construire des véhicules arborant le logo Saturn. GM aurait construit l'Aura, le Vue et l'Outlook pendant 2 ans. Pour remplacer le groupe, Penske était en pourparlers avec plusieurs constructeurs, incluant le coréen Renault Samsung Motors. 
Fin 2009, GM ferma les 46 concessionnaires Saturn du Canada, même ceux qui vendaient aussi des Saab. GM et Penske décidèrent qu'ils ne pourraient continuer à vendre les véhicules au Canada après la cession de la marque. Le service consommateur, les réparateurs et les services de garanties revinrent aux autres revendeurs GM au Canada. 

### 2009: échec de la vente
Le 30 septembre 2009, Penske mettait fin à ses discussions avec GM pour acquérir sa filiale Saturn. La tentative d'accord était pour GM de continuer à produire la gamme Saturn jusqu'en 2011 ; après quoi une troisième compagnie inconnue assumerait cette production. Penske décida de quitter les discussions dès lors que cette troisième compagnie eut rejeté les plans pour produire les Saturn. Cette compagnie inconnue fut plus tard soupçonnée d'être l'alliance Renault-Nissan, à cause notamment de l'opposition de Nissan à cette proposition. Par conséquent GM fit savoir que la marque et les concessionnaires fermeraient en octobre 2010. À compter de cette date, les véhicules Saturn seraient entretenus chez les autres revendeurs GM. 
Pendant ce temps, l'Outlook était la dernière Saturn à être fabriquée, même si la fin de sa production reste inconnue. Toutefois toute la gamme Saturn avait été arrêtée en octobre 2009, l'Outlook continuant à être produit après une coupure à partir de février 2010. 
En février 2010, afin de retenir les consommateurs, GM annonça que tout possesseur de Saturn se verrait offrir une prime de 2 000 $ en achetant un nouveau véhicule Chevrolet, Cadillac, Buick ou GMC jusqu'au 31 mars.
Des prestataires de services Saturn ont été introduits à partir de la fermeture de la marque. La plupart se trouvent chez les revendeurs Chevrolet ou Cadillac. Ces prestataires sont responsables de tous les aspects de service, incluant la garantie, sur les véhicules Saturn.
Les derniers véhicules Saturn étaient la Saturn Aura, la Saturn VUE et le Saturn Outlook. GM continua à les produire pour l'année-modèle 2010 à destination des flottes de location. Les ventes prirent fin en 2009 pour tous les véhicules.
En 2012, GM réintroduisit le SUV Vue basé sur la plateforme du Chevrolet Captiva. Le véhicule fut baptisé Chevrolet Captiva Sport, mais était vendu seulement à des flottes d'entreprises ou des loueurs. Le seul changement par rapport à l'ancien Vue était l'indisponibilité des moteurs V6 et hybride. Le blason Saturn était remplacé par le badge Chevrolet, et le nom Captiva Sport apparaissait à l'arrière. L'usine produisant l'Outlook fut modifiée pour produire le GMC Acadia restylé en 2013. En effet la plupart des pièces de l'Outlook étaient recyclées sur l'Acadia, en ajoutant seulement des caractéristiques du design GMC. Aucun autre modèle Saturn ne fut réintroduit.

## Modèles

### Premiers modèles
À l'origine, les produits de la société utilisaient une plateforme dédiée appelée le Z-body et un moteur spécifique le 1,9 L Saturn, ainsi qu'une usine dédiée à Spring Hills dans le Tennessee. Toutes les Saturn originelles utilisaient en guise de carrosserie des panneaux de plastique résistants aux chocs qui permettaient de plus à la société de changer rapidement l'apparence des véhicules. Toutefois, en pratique, la compagnie n'utilisa pas souvent cette possibilité.
Les Saturn S-Series furent produites de 1991 jusqu'en 2002, sur trois générations. La première génération fut produite de 1991 à 1995. Pour l'année modèle 1995, Saturn utilisa une carrosserie de première génération, mais un intérieur de seconde génération. L'extérieur du modèle 1995 ressemblait comme deux gouttes d'eau à celui des voitures de première génération, mais il possédait des compteurs plus larges et une console centrale redessinée. Le moteur de première génération était le 85 chevaux à simple arbre à cames en tête, alors le 124 chevaux à double arbre à cames en tête fut utilisé jusqu'en 2002. En 1996, la seconde génération de S-Series était introduite. Les changements jusqu'en 1999 incluaient un restylage de la carrosserie et un réalésage du moteur simple arbre qui développait dorénavant 100 chevaux. La troisième génération reçut seulement des changements mineurs pour sa production de 2000 à 2002. Les plus notables étaient un nouveau restylage des panneaux de carrosserie et de nouvelles couleurs disponibles. En 1997, la deuxième génération du sport coupé fut introduite avec des phares plus arrondis. Le coupé de 1999 reçut une porte suicide derrière celle du conducteur. La S-Series a été produite sous trois formes : le coupé (SC), la berline (SL) et le break (SW). Ce dernier fut introduit en 1993 et produit jusqu'en 2001.
Le premier changement significatif survint avec la Saturn L-Series de 2000. Celle-ci partageait sa plateforme avec l'Opel Vectra ainsi que son moteur. Elle était construite à l'usine GM de Wilmington dans le Delaware. En 2003, la S-Series fut remplacée par la Saturn Ion. 
Ces modèles ne furent pas bien reçus. La production de la ION fut suspendue pendant deux semaines le temps que les revendeurs écoulent leurs stocks. La L-Series fut arrêtée en 2005, et la ION en 2007.

### Gamme finale

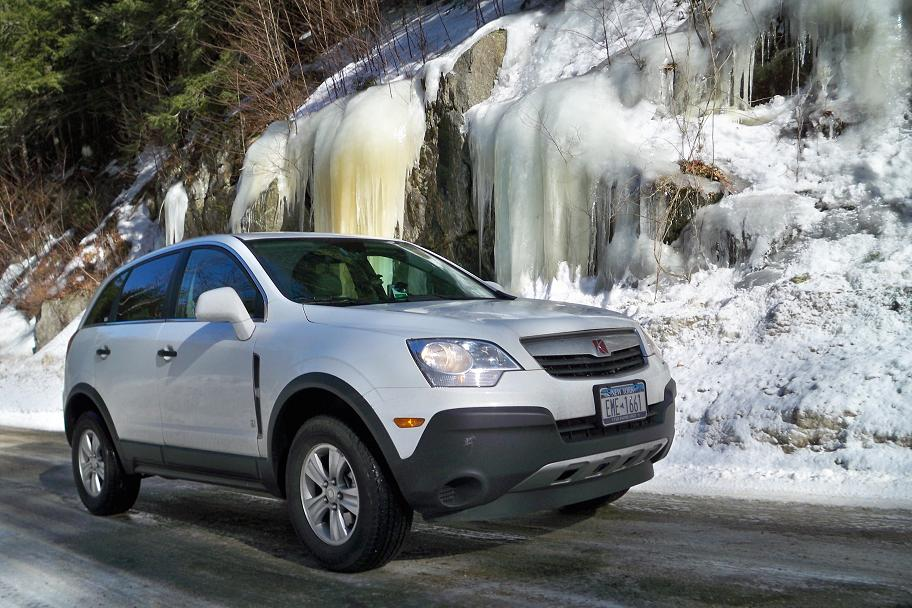
Saturn Vue modèle 2009 dans un chemin pour tout-terrain dans les Appalaches

En 2009, toutes les Saturn utilisaient des plateformes et des moteurs GM. Les panneaux de carrosserie en plastique, censés faire partie de l'ADN de la marque, avaient disparu. 
Les modèles Saturn 2009 étaient le roadster Sky, la berline Aura, la compacte Astra, le petit crossover Vue et le SUV Outlook.
La plupart des modèles finals de Saturn étaient identiques aux modèles européens Opel/Vauxhall. Par exemple, le Saturn Vue 2009 était un Opel Antara rebadgé, alors que la Saturn Sky était basée sur l'Opel GT. L'Opel Astra était importée de Antwerp, en Belgique, et vendue comme Saturn Astra. La Saturn Aura était elle basée sur la plateforme de la Chevrolet Malibu, et vendue sur le même segment que la Pontiac G6. 
La société se divisait en deux lignes : les Saturn "Red Line" étaient plus orientées vers la performance, alors que les "Green Line" étaient des hybrides plus respectueux de l'environnement. Ces derniers utilisaient une technologie hybride non rechargeable.

## Gamme complète

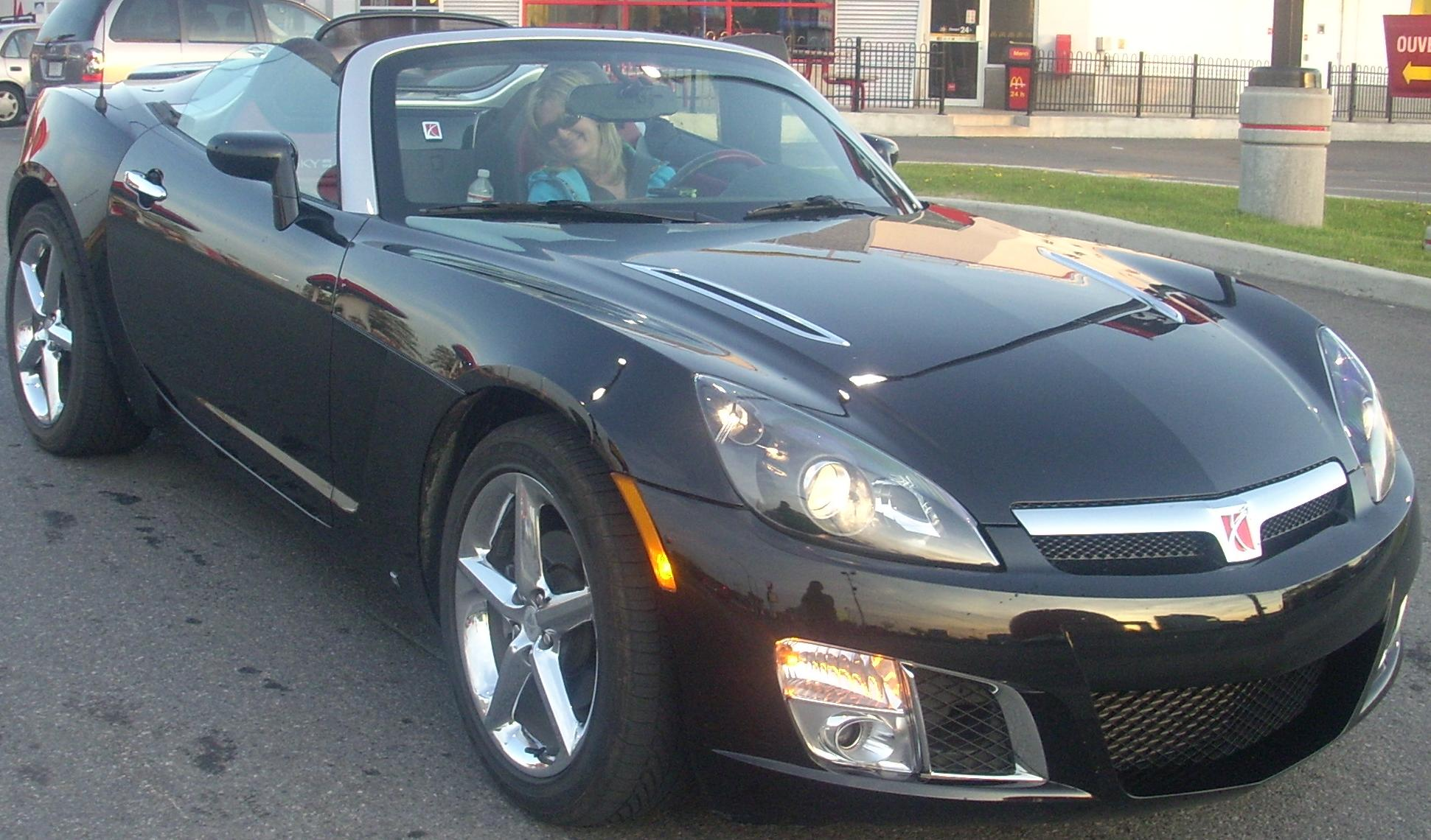
Saturn Sky 2009

| Modèle          | Classe                                  | Production |
| --------------- | --------------------------------------- | ---------- |
| Saturn S-Series | berline compacte et coupé               | 1991-2002  |
| Saturn S-Series | break                                   | 1993-2001  |
| Saturn L-Series | berline moyenne et break                | 2000-2005  |
| Saturn Vue      | crossover compact                       | 2002-2010  |
| Saturn Ion      | berline compacte et coupé quatre-portes | 2003-2007  |
| Saturn Relay    | monospace                               | 2005-2007  |
| Saturn Sky      | roadster                                | 2007-2010  |
| EV1             | électrique                              | 1996-2001  |
| Saturn Outlook  | SUV                                     | 2007-2010  |
| Saturn Aura     | berline moyenne                         | 2007-2010  |
| Saturn Astra    | compacte à hayon 3 et 5 portes          | 2008-2009  |

### Concept cars
- Saturn Prototype (1984)
- Saturn Prototype (1988)
- Saturn CV-1 (2000)
- Saturn Curve (2005)
- Saturn Sky (2005)
- Saturn Aura Concept (2005)
- Saturn PreVue (2006)
- Saturn Flextreme (2008)
- Saturn Vue Hybrid 2-Mode (2009)